# Georges-Eugène-Emile Choquet
Georges-Eugène-Emile Choquet (* 3. November 1878 in Paris; † 20. April 1946) war ein französischer Geistlicher und römisch-katholischer Bischof von Tarbes und Lourdes.

## Leben
Georges-Eugène-Emile Choquet wurde am 4. Juli 1903 zum Priester geweiht.
Papst Pius XI. ernannte ihn am 29. Mai 1935 zum Bischof von Langres. Der Erzbischof von Paris, Jean Verdier, spendete ihm am 25. Juli desselben Jahres die Bischofsweihe. Mitkonsekratoren waren sein Amtsvorgänger Louis-Joseph Fillon, Erzbischof von Bourges, und der Bischof von Dijon, Pierre Petit de Julleville.
Am 11. Februar 1938 wurde er zum Bischof von Tarbes und Lourdes ernannt. Er starb während seiner Amtszeit 1946.
Bischof Choquet gehörte zu den französischen Prälaten, die 1942 öffentlich gegen die Deportation der Juden protestierten.